# Andrew Peck
Pour les articles homonymes, voir Peck.
Andrew Peck est un boxeur pieds-poings néo-zélandais. Il est né le 3 juillet 1973. Il mesure 1,91 m pour 112 kg.
Andrew a obtenu de bons résultats dans des tournois satellites du K-1, notamment un titre lors du K-1 Nouvelle-Zélande 2000. Toutefois, Peck éprouve des difficultés pour s'affirmer face à des boxeurs de renom comme Mark Hunt ou encore Adam Watt.
Quelques victoires :
- 10/11/00 contre le néo-zélandais Samoan Taito par KO ;
- 10/11/00 contre le néo-zélandais Auckland Aumitagi par KO au 2e round ;
- 10/11/00 contre le néo-zélandais Rony Sefo par KO au 1er round ;
- 24/02/01 contre l'australien Paul Robinson par décision au 3e round ;
- 18/02/02 contre le néo-zélandais Rony Sefo par décision au 3e round ;
- 18/02/02 contre le néo-zélandais Doug Viney par KO au 1er round ;
- 08/11/02 contre le néo-zélandais Hiriwa Te Rangi par KO au 3e round ;
- 27/07/03 contre le néo-zélandais Auckland Aumitagi par KOT au 2e round ;

Andrew Peck s'est essayé à la boxe anglaise le 29 janvier 2004 où il a remporté le seul combat qu'il a disputé contre Karl Kemana par décision.